# Tratado de Dunquerque
O Tratado de Dunquerque foi um tratado de defesa e assistência mútua assinado entre o Reino Unido e a França em 4 de março de 1947 em Dunquerque, França, na sequência da II Guerra Mundial.
O tratado visava poder responder contra um eventual ataque alemão contra alguma das nações. Entrou em vigor em 8 de setembro de 1947 e precedeu o Tratado de Bruxelas de 1948, que estabeleceu a Aliança Ocidental. De acordo com Marc Trachtenberg, a ameaça alemã foi um pretexto para a verdadeira potencial ameaça que era a União Soviética.